# Língua dinca
A língua dinca ou Thuɔŋjäŋ tal como é escrito nessa língua, é uma língua nilo-saariana falada pelos dincas, um dos maiores e mais influentes povos do Sudão do Sul. Com 2-3 milhões de falantes, o dinca constitui-se de cinco dialetos principais. Jaang também é um termo usado para designar todas as variantes da língua. O dialeto de Rek tonj é considerado o "padrão" ou variedade de maior prestígio.
O dinca é geralmente classificado como parte da subfamília dinca-nuer, que é braço do grupo nilótico ocidental, que por sua vez é parte do ramo sudânico oriental, a subfamília das línguas nilo-saarianas com o maior número de línguas (95). A língua mais próxima do dinca é o nuer, a língua dos tradicionais rivais dos dincas. Outras grandes línguas nilóticas ocidentais relacionadas ao dinca são o shilluk, o luo e o acholi. (SIL Ethnologue, 2005 data)
O termo "nilótico" indica que os falantes dessas línguas são encontrados principalmente nas áreas próximas ao Nilo, especificamente o banco ocidental do Nilo Branco, o maior rio tributário originário do norte de Uganda. Os dincas vivem em toda a área pantanosa do Sudd no sudoeste e centro do Sudão em três províncias: Bahr el Ghazal, Nilo Superior, e Cordofão Meridional. (Veja "Gurtong Peace Trust's Dinka"mapa étnico.)

## Características linguísticas

### Fonologia
O dinca possui um rico sistema vocálico, com 13 vogais foneticamente contrastantes. Os subpontos (< ̤>) indicam vogais "aspiradas". (representadas na ortografia dinca como tremas <¨>):
|               | Frontal  | Frontal | Anterior | Anterior |
| plain         | Aspirada | plain   | Aspirada |          |
| ------------- | -------- | ------- | -------- | -------- |
| Fechada       | i        | i̤       | u        |          |
| Média-fechada | e        | e̤       | o        | o̤        |
| Média-aberta  | ɛ        | ɛ̤       | ɔ        | ɔ̤        |
| Aberta        |          |         | a        | a̤        |

Há 20 fonemas consonantais:
|             | Labial | Dental | Alveolar | Palatal | Velar |
| ----------- | ------ | ------ | -------- | ------- | ----- |
| Nasal       | m      | n̪      | n        | ɲ       | ŋ     |
| Plosiva     | p b    | t̪ d̪    | t d      | c ɟ     | k g   |
| Fricativa   |        |        |          |         | ɣ     |
| Rótica      |        |        | ɾ        |         |       |
| Aproximante |        |        | l        | j       | w     |

### Morfologia
Essa língua pratica o ablaut ou apofonia, a mudança das vogais internas:
| Singular | Plural | gloss          | Alternância vocálica |
| -------- | ------ | -------------- | -------------------- |
| dom      | dum    | 'field/fields' | (o-u)                |
| kat      | kɛt    | 'frame/frames' | (a-ɛ)                |
(Bauer 2003:35)

## Tons
O dinca é uma língua tonal.

## Dialetos do dinca
Os linguistas dividem o dinca em cinco dialetos principais correspondentes à sua locação geográfica: 
- Nororiental (Padang) (Dialetos: abiliang, dongjol, luac, ngok-sobat, ageer, rut, thoi)
- Norocidental (Ruweng) (Dialetos: alor, ngok-kordofan, pan aru, pawany)
- Sul Central (Agar) (Dialetos: aliap, ciec, gok, agar)
- Sudeste (Bor) (Dialetos: bor (athoc,gok), nyarweng, tuic)
- Sudocidental (Rek) (Dialetos: rek, abiem, aguok, apuk, awan, kuac, lau, luac/luanyang, malual, paliet, palioupiny, tuic)

(Veja a página do Ethnologue map of Sudan para a localização dos dialetos.

## Escrita
O dinca é escrito utilizando um sistema baseado no alfabeto latino. Houve variações na escrita do dinca desde o início do século XX, atualmente o alfabeto é constituído pelas letras:
a ä b c d dh e ë ɛ ɛ̈ g ɣ i ï k l m n nh ny ŋ o ö ɔ ɔ̈ p r t th u w y

## Outras fontes
- Beltrame, G. (1870). Grammatica della lingua denka. Firenze: G. Civelli.
- Malou, Job. Dinka Vowel System. Summer Institute of Linguistics and the University of Texas at Arlington Publications in Linguistics. ISBN 0-88312-008-9.
- Mitterrutzner, J. C. (1866). Die Dinka-Sprache in Central-Afrika; Kurze Grammatik, Text und Worterbuch.  Brixen: A. Weger.
- Nebel, A.  (1979). Dinka-English, English-Dinka dictionary. 2nd. ed. Editrice Missionaria Italiana, Bologna.
- Nebel, A. (1948). Dinka Grammar (Rek-Malual dialect) with texts and vocabulary. Instituto Missioni Africane, Verona.
- Trudinger. R. (1942-44). English-Dinka Dictionary. Sudan Interior Mission
- Tuttle. Milet Picture Dictionary English-Dinka. (at WorldLanguage.com)